# Vincitori del premio Ig Nobel

## Vincitori per edizione

### 1991
- Chimica - Jacques Benveniste, proselitista prolifico e collaboratore di Nature, per aver a suo dire dimostrato che l'acqua è un liquido dotato di intelligenza e capace di mantenere memoria degli eventi anche dopo che ogni loro traccia è stata eliminata. Tuttavia le ricerche pubblicate da Benveniste risultarono manipolate e mancanti di validità scientifica, come illustrato anche dalla stessa rivista scientifica Nature.[1]
- Medicina - Alan Kligerman, vincitore del vapore, designer della digestione, inventore del prodotto anti-gas Beano, per il suo lavoro sui liquidi che prevengono il meteorismo intestinale e il conseguente imbarazzo.
- Biologia - Robert Klark Graham, selezionatore di seme e profeta della propagazione, per aver fondato una banca del seme che accetta donazioni solo da campioni olimpici e Premi Nobel.
- Economia - Michael Milken, gigante di Wall Street e padre dei titoli spazzatura, verso il quale il mondo intero è in debito.
- Letteratura - Erich von Däniken, visionario romanziere autore di Gli extraterrestri torneranno, per averci spiegato come le civiltà umane siano state influenzate da antichi astronauti provenienti dallo spazio profondo.
- Pace - Edward Teller, padre della bomba all'idrogeno e primo sostenitore dello Scudo spaziale, per aver dedicato la vita al cambiamento del concetto di pace come era stato inteso fino a quel momento.
- Educazione - Danforth Quayle, "consumatore di tempo e occupatore di spazio" (nonché vicepresidente degli Stati Uniti d'America nel periodo 1989–93), per aver dimostrato, meglio di chiunque altro, il bisogno dell'educazione scientifica.

#### Assegnazioni apocrife
Nella prima lista di nomination erano presenti anche tre vincitori finti per tre risultati inventati.
- Ricerca Interdisciplinare - Josiah S. Carberry, per il suo lavoro nel campo della psicoceramica, lo studio dei "vasi crepati".
- Tecnologia Pedonale - Paul DeFanti, mago delle strutture e crociato per la pubblica sicurezza, per la sua invenzione del Buckybonnet, un'elegante struttura geodetica che i pedoni indossano per proteggere la loro testa e preservare la loro compostezza.
- Fisica - Thomas Kyle, per la scoperta dell'elemento più pesante dell'universo, l'Amministrazio.

### 1992
- Archeologia - Éclaireurs de France (un'organizzazione scout francese), pulitori di graffiti, per aver danneggiato le pitture rupestri preistoriche di due bisonti nella grotta di Mayrières supérieure, vicino al villaggio francese di Bruniquel.
- Arte - Jim Knowlton, moderno homo universalis, per il suo poster di anatomia classica "Peni del Regno Animale"; insieme al Sovvenzionamento Nazionale per le Arti degli Stati Uniti, per aver incoraggiato il signor Knowlton a presentare il suo lavoro anche in forma di libro pop-up.
- Biologia - Dr. Cecil Jacobson, implacabile e generoso donatore di sperma e prolifico patriarca delle banche del seme, per aver sviluppato un metodo manuale e semplice di controllo della qualità.
- Chimica - Ivette Bassa, costruttrice di colloidi colorati, per il suo importante ruolo in uno dei risultati più importanti nella chimica nel XX secolo, la sintesi di una gelatina color blu brillante.
- Economia - Gli investitori della Lloyd's di Londra, eredi di 300 anni di management prudente e noioso, per il loro coraggioso tentativo di provocare un disastro finanziario rifiutandosi di pagare i debiti della loro compagnia.
- Letteratura - Yuri Struchkov, inarrestabile autore dell'Istituto dei Composti Organolettici di Mosca, per le sue 948 pubblicazioni scientifiche tra il 1981 e il 1990, con una media di poco più di una ogni 3,9 giorni.
- Medicina - F. Kanda, E. Yagi, M. Fukuda, K. Nakajima, T. Ohta e O. Nakata dell'Istituto di Ricerca Shiseido di Yokohama, per il loro studio pionieristico "Delucidazione sui composti chimici responsabili del cattivo odore dei piedi", specialmente per il loro risultato per cui le persone che pensano che i loro piedi puzzino hanno piedi puzzolenti, e quelle che non lo pensano non li hanno.
- Scienze Nutrizionali - Gli utilizzatori della SPAM, coraggiosi consumatori di commestibili inscatolati, per 54 anni di digestione indiscriminata.
- Pace - Daryl Gates, ex-commissario della polizia di Los Angeles, per il suo metodo unico di raggruppare le persone.
- Fisica - David Chorley e Doug Bower, fautori della fisica delle basse energie, per il loro contributo circolare alla teoria dei campi basata sui cerchi nel grano.

### 1993
- Biologia - Paul Williams Jr., del Settore della Salute dello Stato dell'Oregon, e Kenneth W. Newel, della Liverpool School of Tropical Medicine, bramosi investigatori biologici, per il loro studio pionieristico, "Escrezione della salmonella nei maiali durante il trasporto".
- Chimica - James Campbell e Gaines Campbell di Lookout Mountain, Tennessee, pedanti portatori di profumo, per aver inventato le striscette profumate, l'odioso metodo con cui il profumo è attaccato alle pagine delle riviste.
- Ingegneria del Consumatore - Ron Popeil, incessante inventore ed estremo esageratore dei programmi televisivi notturni, per aver ridefinito la rivoluzione industriale con apparecchi come il Veg-O-Matic, il Piccolo Pescatore, Mister Microfono e lo sbatti-uova Dentro-Il-Guscio.
- Economia - Ravi Batra, della Southern Methodist University, scaltro economista e autore dei best seller La Grande Depressione del 1990 e Sopravvivere alla Grande Depressione del 1990, per aver venduto tante copie dei suoi libri da essere riuscito a prevenire, senza alcun aiuto, il collasso economico mondiale.
- Letteratura - T. Morrison, E. Topol, R. Califf, F. Van de Werf, P.W. Armstrong e i loro 972 coautori per la pubblicazione di uno studio di ricerca medica che ha cento volte tanti autori quante pagine. Gli autori provengono dai seguenti paesi: Australia, Belgio, Canada, Francia, Germania, Irlanda, Israele, Lussemburgo, Nuova Zelanda, Paesi Bassi, Polonia, Regno Unito, Spagna, Stati Uniti, Svizzera.
- Matematica - Robert W. Faid di Greensville, South Carolina, visionario e costante profeta della statistica, per aver calcolato l'esatta probabilità (710.609.175.188.282.000 a 1) che Mikhail Gorbachev sia l'Anticristo.
- Medicina - James F. Nolan, Thomas J. Stillwell e John P. Sands Jr., compassionevoli curatori, per la loro accuratissima ricerca "Come gestire intelligentemente un pene intrappolato nella zip dei pantaloni".
- Pace - Pepsi-Cola Company delle Filippine, per aver pubblicizzato una lotteria per diventare milionari e successivamente aver annunciato i numeri vincenti sbagliati, così da aver fomentato e unito in una rivolta 800.000 presunti vincitori e aver fatto riappacificare molte bande rivali per la prima volta nella storia della nazione.
- Fisica - Corentin Louis Kervran, dalla Francia, ardente ammiratore dell'alchimia, per la sua conclusione che il calcio nel guscio delle uova si forma attraverso un processo di fusione nucleare fredda.
- Psicologia - John E. Mack, della Harvard Medical School, e David M. Jacobs della Temple University, per la loro ricerca per cui le persone che pensano di esser state rapite dagli alieni probabilmente lo sono state, e specialmente per la loro conclusione che "lo scopo del rapimento è la produzione di bambini".
- Tecnologia della Visione - Jay Schiffman di Farmington Hills, Michigan, eccellente inventore di AutoVision, un dispositivo che proietta immagini che permette di guidare l'auto e guardare la televisione nello stesso momento, e la legislatura dello stato del Michigan, per aver reso legale il farlo.

### 1994
- Biologia - W. Brian Sweeney, Brian Krafte-Jacobs, Jeffrey W. Brighton e Wayne Hansen, per il grande passo avanti compiuto col loro studio "Il soldato costipato: prevalenza tra le truppe statunitensi in missione" e specialmente per la loro analisi numerica della frequenza delle defecazioni.
- Chimica - Bob Glasgow, senatore dello stato del Texas, licurgico legislatore locale, per aver sostenuto, nel 1989, una legge antidroga che rendeva illegale l'acquisto senza un permesso di fiale, becher, provette e altra vetreria da laboratorio.
- Economia - Juan Pablo Dávila, del Cile, instancabile mercante di financial futures ed ex-impiegato dell'azienda statale Codelco, per aver programmato il suo computer per comprare, quando in realtà intendeva vendere. Successivamente, per aver tentato di recuperare le perdite effettuando transazioni sempre più svantaggiose che diminuirono il Prodotto Nazionale Lordo del Cile dello 0,5%. L'inarrivabile risultato di Dávila ha ispirato i suoi connazionali nel coniare un nuovo verbo, "davilar", che significa "incasinare le cose grandiosamente".
- Entomologia - Robert A. Lopez di Westport, NY, veterinario, per la sua serie di esperimenti che consistevano nel prendere acari dell'orecchio dai gatti e inserirli nel proprio orecchio, osservando e analizzando i risultati.
- Letteratura - L. Ron Hubbard, ardente autore di fantascienza e padre fondatore di Scientology, per il suo scoppiettante Libro del Bene, Dianetics, che è molto remunerativo per l'umanità, o almeno per una parte di essa.
- Matematica - La Southern Baptist Convention, dell'Alabama, misuratori matematici della moralità, per aver stimato, contea per contea, quanti cittadini dell'Alabama andranno all'Inferno se non si pentono.
- Medicina - Due vincitori. Il primo, il paziente X, ex Marine degli Stati Uniti, valorosa vittima di un morso velenoso del suo serpente a sonagli domestico, per il suo ostinato uso dell'elettroshock. Dopo averlo insistentemente chiesto, i cavi delle candele della sua auto furono collegati alle sue labbra, e il motore fu mandato a 3.000 giri per cinque minuti. I secondi vincitori, il Dr. Richard C. Dart del Centro Antiveleni delle Montagne Rocciose insieme al Dr. Richard A. Gustafson del Centro di Scienze della Salute dell'Università dell'Arizona, per il loro rapporto medico, ben supportato da prove, dal titolo "Inefficacia della terapia elettroconvulsiva per l'avvelenamento da serpente a sonagli".
- Pace - John Hagelin, della Maharishi University e dell'Istituto di Scienza, Tecnologia e Politiche Pubbliche, per il suo risultato sperimentale secondo cui 4.000 meditatori esperti hanno causato una diminuzione del 18% dei crimini violenti a Washington
- Psicologia - Lee Kuan Yew, ex Primo Ministro di Singapore, per il suo studio trentennale sugli effetti del punire tre milioni di cittadini ogni volta che sputavano, masticavano una gomma o nutrivano i piccioni.

#### Assegnazioni apocrife non più presenti nell'elenco ufficiale
- Fisica - Agenzia meteorologica giapponese, per la sua ricerca di sette anni per capire se i terremoti sono causati da pesci gatto che muovono le code. L'Agenzia non è più nell'elenco ufficiale dei vincitori perché l'assegnazione del premio si era basata su una notizia poi rivelatasi errata.

### 1995
- Chimica - Bijan Pakzad di Beverly Hills, per aver creato un'acqua di Colonia e un profumo al DNA, in nessuno dei quali è presente l'acido desossiribonucleico, ma entrambi disponibili in una bottiglia a forma di tripla elica.
- Odontoiatria - Robert H. Beaumont di Shoreview, Minnesota, per il suo incisivo studio "Preferenze dei pazienti per il filo interdentale cerato o non cerato".
- Economia - Nick Leeson e i suoi superiori della Barings Bank, insieme a Robert Citron di Orange County, California, per aver usato il calcolo dei derivati per dimostrare che ogni istituzione finanziaria ha i suoi limiti.
- Letteratura - David B. Busch e James R. Starling di Madison, Wisconsin, per il loro studio "Corpi estranei nel retto: casi clinici e ampia revisione della letteratura mondiale." Le citazioni includevano, tra gli altri, casi di: sette lampadine; un affila-coltelli; due torce; una molla d'acciaio; una tabacchiera; una lattina di olio; undici diversi frutti, vegetali e cibi di vario genere; un seghetto da gioielliere; una coda di maiale congelata; una coppa di latta; un boccale da birra; infine, un'ammirevole collezione di un unico paziente che comprendeva occhiali, la chiave di una valigia, una borsa da tabacco e una rivista.
- Medicina - Marcia E. Buebel, David S. Shannahoff-Khalsa e Michael R. Boyle, per il loro studio "Effetti sulla cognizione della respirazione forzata da una sola narice."
- Scienze Nutrizionali - John Martinez della J. Martinez Company di Atlanta, per il kopi luwak, il caffè più costoso del mondo, fatto da chicchi ingeriti ed escreti dallo zibetto delle palme comune, un animale indonesiano simile alla lince.
- Pace - il Parlamento Nazionale di Taiwan, per aver dimostrato che i politici ottengono più risultati prendendosi a calci e pugni e imbrogliandosi l'un l'altro invece di iniziare guerre contro altre nazioni.
- Fisica - Dominique M.R. Georget, R. Parker e Andrew C. Smith di Norwich, Inghilterra, per la loro analisi rigorosa dell'inzuppo dei cereali da colazione. Questa fu pubblicata in un articolo dal titolo "Uno studio sugli effetti del contenuto di acqua sulla compattezza dei fiocchi di cereali da colazione."
- Psicologia - Shigeru Watanabe, Junko Sakamoto e Masumi Wakita dell'Università Keio, per il loro successo nell'insegnare ai piccioni a distinguere tra i quadri di Picasso e quelli di Monet.
- Sanità Pubblica - Martha Kold Bakkevig del Sintef Unimed di Trondheim, Norvegia, e Ruth Nielsen della Technical University della Danimarca, per il loro studio esaustivo "L'impatto della biancheria bagnata sulle risposte termoregolatorie e sul comfort termico durante il freddo."

### 1996
- Arte - Don Featherstone di Fitchburg, Massachusetts, per la sua rivoluzionaria invenzione ornamentale, il fenicottero rosa di plastica. Featherstone è stato anche il primo vincitore di un Ig Nobel a presentarsi alla cerimonia di premiazione per ricevere il premio.
- Biodiversità - Chonosuke Okamura, del Laboratorio di Fossili Okamura a Nagoya, Giappone, per aver scoperto i fossili di dinosauri, cavalli, draghi e più di altre mille "mini-specie" estinte, ciascuno dei quali non è più lungo di 0.25 millimetri.
- Biologia - Anders Bærheim e Hogne Sandvik dell'Università di Bergen, Norvegia, per il loro studio "Effetti della birra, dell'aglio e della panna acida sull'appetito delle sanguisughe."
- Chimica - George Goble della Purdue University, per lo scottante tempo record in cui è riuscito ad accendere un barbecue: tre secondi utilizzando carbone e ossigeno liquido.
- Economia - Dr. Robert J. Genco dell'Università di Buffalo, per aver scoperto che "la povertà è un fattore di rischio per la parodontite."
- Letteratura - Gli editori della rivista Social Text, per l'Affare Sokal: aver pubblicato un articolo scritto con pretese ingannevoli che argomentava una teoria specialistica assurda rispetto alla natura della gravità in un guazzabuglio di paroloni accademici relativi alla sfera umanistica.
- Medicina - James Johnston della R.J. Reynolds, Joseph Taddeo della U.S. Tobacco, Andrew Tisch della Lorillard, William Campbell della Philip Morris, Edward A. Horrigan del Liggett Group, Donald S. Johnston della American Tobacco Company e Thomas E. Sandefur Jr., presidente della Brown & Williamson Tobacco Company, per la loro inconfutabile scoperta, come testimoniato dal Congresso degli Stati Uniti, che la nicotina non crea dipendenza.
- Pace - Jacques Chirac, presidente della Francia, per aver commemorato il cinquantesimo anniversario di Hiroshima testando delle armi nucleari nell'Oceano Pacifico.
- Fisica - Robert Matthews della Aston University, Inghilterra, per i suoi studi sulla Legge di Murphy e specialmente per aver dimostrato che la fetta di pane cade più spesso dal lato imburrato.
- Sanità Pubblica - Ellen Kleist di Nuuk, Groenlandia, e Harald Moi di Oslo, Norvegia, per il loro rapporto medico ammonitore "Trasmissione della gonorrea attraverso una bambola gonfiabile."

### 1997
- Astronomia - Richard C. Hoagland del New Jersey, per aver identificato la presenza di artefatti sulla Luna e su Marte, tra cui un volto umano su Marte ed edifici alti 17 chilometri sulla faccia nascosta della Luna.
- Biologia - T. Yagyu e i suoi colleghi dell'Ospedale dell'Università di Zurigo, Svizzera, l'Università di Medicina di Kansai a Osaka, Giappone, e l'Istituto di Ricerche Tecnologiche e Neuroscienze di Praga, Repubblica Ceca, per aver misurato le onde cerebrali di persone che masticavano gomme con diversi sapori.
- Comunicazione - Sanford Wallace, presidente della Cyber Promotion di Philadelphia. Nulla è riuscito a fermare questo auto-nominatosi messaggero dall'inviare email spam in tutto il mondo.
- Economia - Akihiro Yokoi della Wiz Company di Chiba, Giappone, e Aki Maita della Bandai Company di Tokyo, per aver distolto milioni di uomini dalle ore di lavoro per accudire cuccioli virtuali (i Tamagotchi).
- Entomologia - Mark Hostetler dell'Università della Florida, per il suo libro, Quello schifo sulla tua macchina, che identifica, attraverso la macchia che lascia, quale insetto si è spiaccicato sul parabrezza dell'auto.
- Letteratura - Doron Witztum, Eliyahu Rips e Yoav Rosenberg, dell'Israele, e Michael Drosnin, degli Stati Uniti, per la loro pretesa scoperta statistica per cui esiste un codice segreto nella Bibbia.
- Medicina - Carl J. Charnetski e Francis X. Brennan Jr., della Wilkes University, e James F., Harrison della Muzak Ltd di Seattle, Washington, per la loro scoperta per cui ascoltare la musica da ascensore stimola il sistema immunitario e aiuta a prevenire il raffreddore.
- Meteorologia - Bernard Vonnegut dell'Università di Albany, New York, per il suo studio "Lo spennamento di un pollo come misura della velocità di un tornado."
- Pace - Harold Hillman dell'Università del Surrey, Inghilterra, per il suo studio "Il possibile dolore esperito durante diversi metodi di esecuzione."
- Fisica - John Bockris della Texas A&M University per i suoi risultati nel campo della fusione nucleare fredda, nella trasmutazione di elementi di base in oro e nell'incenerimento elettrochimico dei rifiuti domestici.

### 1998
- Chimica - Jacques Benveniste, dalla Francia, per la sua "scoperta" omeopatica che l'acqua non ha solo una memoria, ma che le informazioni possono essere trasmesse attraverso le linee telefoniche e Internet.
- Biologia - Peter Fong del Gettysburg College di Gettysburg, Pennsylvania, per aver contribuito alla felicità dei molluschi dando loro del Prozac.
- Economia - Richard Seed, di Chicago, per i suoi sforzi di ravvivare l'economia mondiale attraverso la clonazione di sé stesso e di altri esseri umani.
- Letteratura - Dr. Mara Sidoli di Washington, per il suo illuminante studio "La scoreggia come difesa contro le paure inspiegabili."
- Medicina - Il Paziente Y e i suoi medici, Caroline Mills, Meirion Llewelyn, David Kelly e Peter Holt, del Royal Gwent Hospital di Newport, per il loro rapporto medico ammonitore "Un uomo che si era punto il dito e ha puzzato di marcio per cinque anni."
- Pace - Il Primo Ministro dell'India Shri Atal Bihari Vajpayee e il Primo Ministro del Pakistan Nawaz Sharif, per la pacificamente aggressiva detonazione di bombe atomiche.
- Fisica - Deepak Chopra, del Centro Chopra per il Benessere di La Jolla, California, per la sua unica interpretazione della fisica quantistica e della sua applicazione alla vita, alla libertà e alla ricerca della felicità economica.
- Ingegneria della Sicurezza - Troy Hurtubise di North Bay, Ontario, per aver costruito e personalmente testato un'armatura protettiva contro gli orsi grizzly.
- Scienze dell'Educazione - Dolores Krieger, Professoressa Emerita dell'Università di New York, per aver dimostrato i benefici del tocco terapeutico, un metodo con cui le infermiere manipolano i campi energetici dei pazienti malati evitando attentamente il contatto fisico con essi.
- Statistica - Jerald Bain del Mt. Sinai Hospital di Toronto e Kerry Siminoski dell'Università dell'Alberta, per il loro studio, attentamente misurato, "Il rapporto tra altezza, numero di scarpe e lunghezza del pene."

### 1999
- Biologia - Dr. Paul Bosland, direttore del Chile Pepper Institute dell'Università del New Mexico di Las Cruces, New Mexico, per aver creato una varietà di peperoncini jalapeño non piccanti.
- Chimica - Takeshi Makino, presidente della Safety Detective Agency di Osaka, Giappone, per il suo coinvolgimento con l'S-Check, uno spray contro l'infedeltà che le donne possono spruzzare sulle mutande dei loro mariti.
- Ecologia - Hyuk-ho Kwon della Colon Company di Seul, Corea del Sud, per l'invenzione di un completo da lavoro che si auto-profuma.
- Letteratura - La British Standards Institution per le sei pagine di istruzioni su come preparare una tazza di tè nel modo giusto.
- Assistenza Sanitaria - George Blonsky e Charlotte Blonsky di New York City e San Josè, California, per aver inventato un dispositivo che aiuta le donne a partorire: la donna è legata su un tavolo rotondo che viene poi fatto girare ad alta velocità.
- Medicina - Dr. Arvid Vatle di Stord, Norvegia, per aver esaminato attentamente, classificato e meditato su quale tipo di contenitore scelgono i pazienti per consegnare campioni di urina.
- Pace - Charl Fourie e Michelle Wong di Johannesburg, Sudafrica, per aver inventato il Blaster, un lanciafiamme attivato a pedali che i guidatori possono usare contro chi assalta i veicoli in viaggio.
- Fisica - Dr. Len Fisher di Bath, Inghilterra, e Sydney, Australia, per aver calcolato quale sia il modo migliore di inzuppare un biscotto. Inoltre, il Professor Jean-Marc Vanden-Broeck dell'Università dell'East Anglia, Inghilterra, e del Belgio, e Joseph Keller degli Stati Uniti, per aver calcolato come costruire una teiera col beccuccio che non sgocciola.
- Scienze dell'Educazione - I Dipartimenti dell'Istruzione degli stati del Kansas e del Colorado, per aver affermato che i bambini non dovrebbero credere nella teoria dell'evoluzione di Darwin più di quanto non credano nella teoria della gravitazione di Newton, nella teoria dell'elettromagnetismo di Maxwell e Faraday o nella teoria di Pasteur per cui sono i germi a causare le malattie.
- Sociologia - Steve Penfold della York University di Toronto, per la sua tesi di dottorato sulla storia dei negozi di ciambelle canadesi.

### 2000

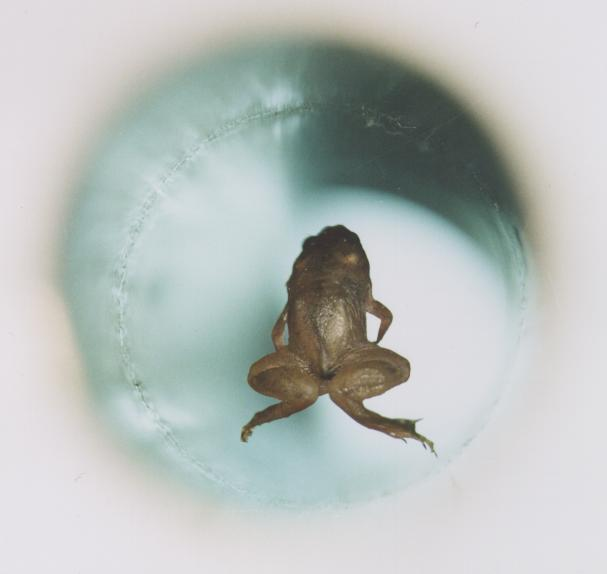
Levitazione di una rana viva nel campo magnetico generato da un solenoide di Bitter, allHigh Field Magnet Laboratory di Nimega (Premio Ig Nobel per la fisica 2000 ad Andre Geim, futuro Premio Nobel 2010)

- Fisica - Andre Geim Università di Nimega e Michael Berry della Bristol University, per l'esperimento di levitazione di una rana viva nel campo magnetico generato da un solenoide di Bitter, all'High Field Magnet Laboratory di Nimega. Andre Geim poi vincerà anche il Premio Nobel per la fisica 2010.
- Biologia - Richard Wassersug dell'Università Dalhouise per il suo studio pilota "Comparazioni del sapore di alcuni girini delle stagioni secche in Costa Rica."
- Chimica - Donatella Marazziti, Alessandra Rossi e Giovanni B. Cassano dell'Università di Pisa, Italia, e Hagop S. Akiskal dell'Università della California, San Diego, per la loro scoperta che, a livello biochimico, l'amore romantico non è distinguibile da un grave disturbo ossessivo compulsivo.
- Informatica - Chris Niswander di Tucson, Arizona, per aver inventato PawSense, un software che riconosce quando un gatto sta camminando sulla tastiera del computer.
- Economia - Il Reverendo Sun Myung Moon per aver reso più efficiente e stabile il settore dei matrimoni di massa con, secondo le sue dichiarazioni, un matrimonio di 36 coppie nel 1960, uno di 430 coppie nel 1968, uno di 1800 coppie nel 1975, uno di 6000 coppie nel 1982, uno di 30.000 nel 1992, uno di 360.000 coppie nel 1995 e uno di 36 milioni di coppie nel 1997.
- Letteratura - Jasmuheen (prima conosciuta come Ellen Greve) dall'Australia, portavoce del respirianesimo, per il suo libro Vivere di luce che spiega che, anche se alcune persone si nutrono di cibo, non ne hanno veramente bisogno.
- Medicina - Willibrord Weijmar Schultz, Pek van Andel ed Eduard Mooyaart di Groningen, Paesi Bassi, e Ida Sabelis di Amsterdam, per il loro illuminante articolo "Imaging dei genitali maschili e femminili con la risonanza magnetica durante il coito e l'eccitamento sessuale femminile."
- Pace - La Royal Navy per aver ordinato ai suoi marinai di smettere di usare palle di cannone vere, e, invece, di gridare "bang!".
- Psicologia - David Dunning della Cornell University e Justin Kruger dell'Università dell'Illinois per il loro modesto articolo "Incapace e ignorante di esserlo: come le difficoltà nel riconoscere la propria incompetenza portano ad aumentare la propria stima della propria capacità."
- Sanità Pubblica - Jonathan Wyatt, Gordon McNaughton e William Tullet di Glasgow per il loro allarmante rapporto "Il collasso dei bagni a Glasgow."

### 2001
- Astrofisica - Jack Van Impe e Rexella Van Impe della Jack Van Impe Ministries, Rochester Hills, Michigan, per la scoperta che i buchi neri hanno tutti i requisiti tecnici per essere la sede dell'Inferno.
- Biologia - Buck Weimer di Pueblo per aver inventato Under-Ease, biancheria intima a tenuta stagna con un filtro di carbonio in grado di bloccare gli odori sgradevoli prima che sfuggano.
- Economia - Joel Slemrod, della Business School dell'Università del Michigan e Wojciech Kopczuk, della University of British Columbia, per aver concluso che le persone trovano un modo per ritardare la morte se ciò significa avere un tasso sull'imposta di successione più basso.
- Letteratura - John Richards di Boston, Inghilterra, fondatore della Società per la Protezione dell'Apostrofo, per i suoi sforzi nel salvaguardare, promuovere e difendere le differenze tra il plurale ed il genitivo sassone nella lingua inglese.
- Medicina - Peter Barss della McGill University, Canada, per il suo importante rapporto medico riguardo alle "Ferite dovute alla caduta di noci di cocco".
- Pace - Viliumas Malinauskas di Grūtas, Lituania, per aver creato un parco di divertimenti chiamato "Stalin World".
- Fisica - David Schmidt della University of Massachusetts, per la sua parziale spiegazione dell'effetto tenda da doccia: la tendina della doccia tende a flettersi verso l'interno quando si fa una doccia.
- Psicologia - Lawrence W. Sherman dell'Università di Miami, Ohio, per il suo influente lavoro sullo "Studio ecologico della felicità nei piccoli gruppi di bambini di età prescolare".
- Sanità pubblica - Chittaranjan Andrade e B.S. Srihari del Istituto Nazionale di Salute Mentale e Neuroscienze di Bangalore, India, per aver dimostrato che mettersi le dita nel naso è un'attività ricorrente tra gli adolescenti.
- Tecnologia - John Keogh di Hawthorn, Australia, per aver brevettato la ruota nel 2001, e l'Ufficio Brevetti Australiano, per aver concesso il brevetto.

### 2002
- Biologia - Norma E. Bubier, Charles G.M. Paxton, Phil Bowers, e D. Charles Deeming del Regno Unito, per il loro lavoro "Comportamenti di corteggiamento degli struzzi verso esseri umani in fattorie britanniche".[3]
- Chimica - Theodore Gray della Wolfram Research, a Champaign, Illinois, per aver raccolto diversi elementi della tavola periodica ed averli disposti in una tavola degli elementi a forma di tavolo a quattro gambe.
- Economia - Ai dirigenti, amministratori aziendali e revisori dei conti delle aziende Enron, Lernaut & Hauspie (Belgio), Adelphia, Bank of Commerce and Credit International (Pakistan), Cendant, CMS Energy, Duke Energy, Dynegy, Gazprom (Russia), Global Crossing, HIH Insurance (Australia), Informix, Kmart, Maxwell Communications (Regno Unito), McKessonHBOC, Merrill Lynch, Merck, Peregrine Systems, Qwest Communications, Reliant Resources, Rent-Way, Rite Aid, Sunbeam, Tyco, Waste Management, WorldCom, Xerox e Arthur Andersen, per aver adattato il concetto matematico di numero immaginario al mondo degli affari. (Le compagnie furono costrette a rivedere la contabilità, falsa o sbagliata. Le aziende hanno sede negli Stati Uniti dove non indicato altrimenti).
- Igiene - Eduardo Segura, di Tarragona, Spagna, per aver inventato la lavatrice per cani e gatti Lavakan de Aste.[4]
- Ricerca Interdisciplinare - Karl Kruszelnicki dell'Università di Sydney, Australia, per aver effettuato un'indagine completa sulla lanugine ombelicale - chi l'ha, quando, di che colore e quanta.
- Letteratura - Vicki L. Silvers dell'Università del Nevada-Reno e David S. Kreiner della Università del Missouri Centrale, per lo studio "Gli effetti di sottolineature inappropriate preesistenti nella comprensione di un testo scritto".[5]
- Matematica - K.P. Sreekumar e G. Nirmalan dell'Università Agraria Kerala, India, per il loro studio analitico "Stima della superficie totale dell'elefante indiano."[6]
- Medicina - Chris McManus dello University College di Londra, per il suo straziantemente equilibrato articolo "Asimmetria dello scroto nell'uomo e nella scultura antica".[7]
- Pace - Keita Sato, presidente della Takara Co., Dr. Matsumi Suzuki, presidente del Japan Acoustic Lab e Dr. Norio Kogure, direttore esecutivo dell'ospedale veterinario di Kogure, per aver promosso la pace e l'armonia tra le specie inventando il Bow-Lingual, un metodo di traduzione computerizzato dal cane all'uomo.
- Fisica - Arnd Leike dell'Università Ludwig Maximilian di Monaco di Baviera, per aver dimostrato che la schiuma della birra segue la legge matematica del decadimento esponenziale.[8]

### 2003
- Biologia - C.W. Moeliker del Museo di Storia Naturale di Rotterdam, Paesi Bassi, per aver documentato il primo caso scientificamente osservato nel germano reale di necrofilia omosessuale.
- Chimica - Yukio Hirose dell'Università di Kanazawa per la sua indagine sui componenti chimici di una statua di bronzo presente nella città di Kanazawa, sopra la quale non si posano i piccioni a causa del suo contenuto di arsenico.
- Economia - Karl Schwärzler e la nazione del Liechtenstein, per aver reso possibile l'affitto dell'intero stato per congressi, matrimoni, bar mitzvah e altri eventi.
- Ingegneria - John Paul Stapp, Edward A. Murphy Jr. e George Nichols per aver dato origine, nel 1949, alla Legge di Murphy, il principio base dell'ingegneria per cui "Se esistono due o più modi di fare qualcosa e uno di quei modi può portare a una catastrofe, qualcuno la farà in quel modo" o, in altre parole, "Se qualcosa può andare male, lo farà."
- Ricerca Interdisciplinare - Stefano Ghirlanda, Liselotte Jansson e Magnus Enquis dell'Università di Stoccolma per il loro inevitabile studio "I polli preferiscono gli umani belli."
- Letteratura - John Trinkaus della Zicklin School of Business, New York City, per aver meticolosamente raccolto dati e pubblicato oltre 80 articoli dettagliati riguardo cose che gli danno fastidio tra cui: la percentuale dei giovani che indossano il cappellino con la visiera all'indietro piuttosto che davanti; la percentuale dei pedoni che indossano scarpe bianche piuttosto che colorate; la percentuale di nuotatori che nuotano nella parte bassa di una piscina piuttosto che in quella alta; la percentuale di guidatori che, a uno specifico segnale di stop, si fermano quasi completamente ma non completamente; la percentuale di pendolari che usano una valigetta porta-documenti; la percentuale di persone che hanno più prodotti di quelli consentiti nella cassa veloce del supermercato; la percentuale di studenti a cui non piacciono i cavolini di Bruxelles.
- Medicina - Eleanor Maguire, David Gadian, Ingrid Johnsrude, Catriona Good, John Ashburner, Richard Frackowiak e Cristopher Frith dell'University College di Londra, per aver portato prove del fatto che l'ippocampo dei tassisti londinesi è più sviluppato di quello degli altri cittadini.
- Pace - Lal Bihari dell'Uttar Pradesh, India, per un triplo risultato: primo, aver condotto una vita attiva nonostante fosse stato dichiarato legalmente morto; secondo, aver condotto una ravvivante campagna postuma contro l'inerzia burocratica e i parenti avidi; terzo, aver creato un'Associazione delle Persone Morte. Lal Bihari ha superato l'handicap di essere morto ed è riuscito a ottenere il passaporto dal governo indiano, così da poter volare ad Harvard a ritirare il premio. Tuttavia, il governo degli Stati Uniti si è rifiutato di ammetterlo nel paese. Il suo amico Madhu Kapoor ha partecipato alla cerimonia di consegna e ha ricevuto il premio in vece di Lal Bihari. Alcune settimane dopo, il premio Ig Nobel è stato consegnato allo stesso Lal Bihari durante una speciale cerimonia in India.
- Fisica - Jack Harvey, John Culvenor, Warren Payne, Steve Cowle, Michael Lawrance, David Stuart e Robyn Williams dall'Australia, per il loro irresistibile studio "Analisi delle forze necessarie per trascinare una pecora su diverse superfici."
- Psicologia - Gian Vittorio Caprara e Claudio Barbaranelli dell'Università La Sapienza di Roma, Italia, e Philip Zimbardo dell'Università di Stanford, per il loro perspicace articolo "Le univocamente semplici personalità dei politici."

### 2004
- Biologia - Ben Wilson dell'Università della Columbia Britannica, Lawrence Dill della Simon Fraser University, Canada, Robert Batty dell'Associazione Scozzese per le Scienze Marine, Magnus Wahlberg dell'Università di Aarhus, Danimarca, e Håkan Westerberg del Comitato Nazionale Svedese per la Pesca, per aver reso noto che le aringhe, apparentemente, comunicano con le flatulenze.
- Chimica - La Coca-Cola Company della Gran Bretagna, per aver usato tecnologie avanzate per convertire l'acqua di rubinetto in Dasani, una marca di acqua minerale in bottiglia che per ragioni precauzionali è stata dichiarata non idonea al consumo.
- Economia - Il Vaticano, per aver delocalizzato le preghiere in India.
- Ingegneria - Donald J. Smith e suo padre, Frank J. Smith, di Orlando, Florida, per aver brevettato la pettinatura "a riporto".
- Letteratura - La Biblioteca Americana per la Ricerca sul Nudismo di Kissimmee, Florida, per aver preservato la storia del nudismo così che tutti la possano vedere.
- Medicina - Steven Stack della Wayne State University di Detroit, Michigan, e James Gundlach dell'Università di Auburn, Alabama, per il loro articolo "L'effetto della musica country sul suicidio."
- Pace - Daisuke Inoue della Prefettura di Hyōgo, Giappone, per aver inventato il karaoke, trovando un modo del tutto nuovo per insegnare alle persone come tollerarsi l'un l'altro.
- Fisica - Ramesh Balasubramaniam dell'Università di Ottawa e Michael Turvey dell'Università del Connecticut e degli Haskins Laboratory, per aver indagato e spiegato la dinamica del far girare un hula hoop.
- Psicologia - Daniel Simons dell'Università dell'Illinois di Urbana-Champaign e Christopher Chabris dell'Università di Harvard, per aver dimostrato che, quando si presta attenzione a qualcosa, è molto più facile non considerare il resto, anche una donna travestita da gorilla.
- Sanità Pubblica - Jillian Clarke del Liceo di Scienze Agronome di Chicago, e successivamente della Howard University, per aver indagato la valenza scientifica della "regola dei cinque secondi", cioè se è sicuro mangiare del cibo appena caduto per terra.

### 2005

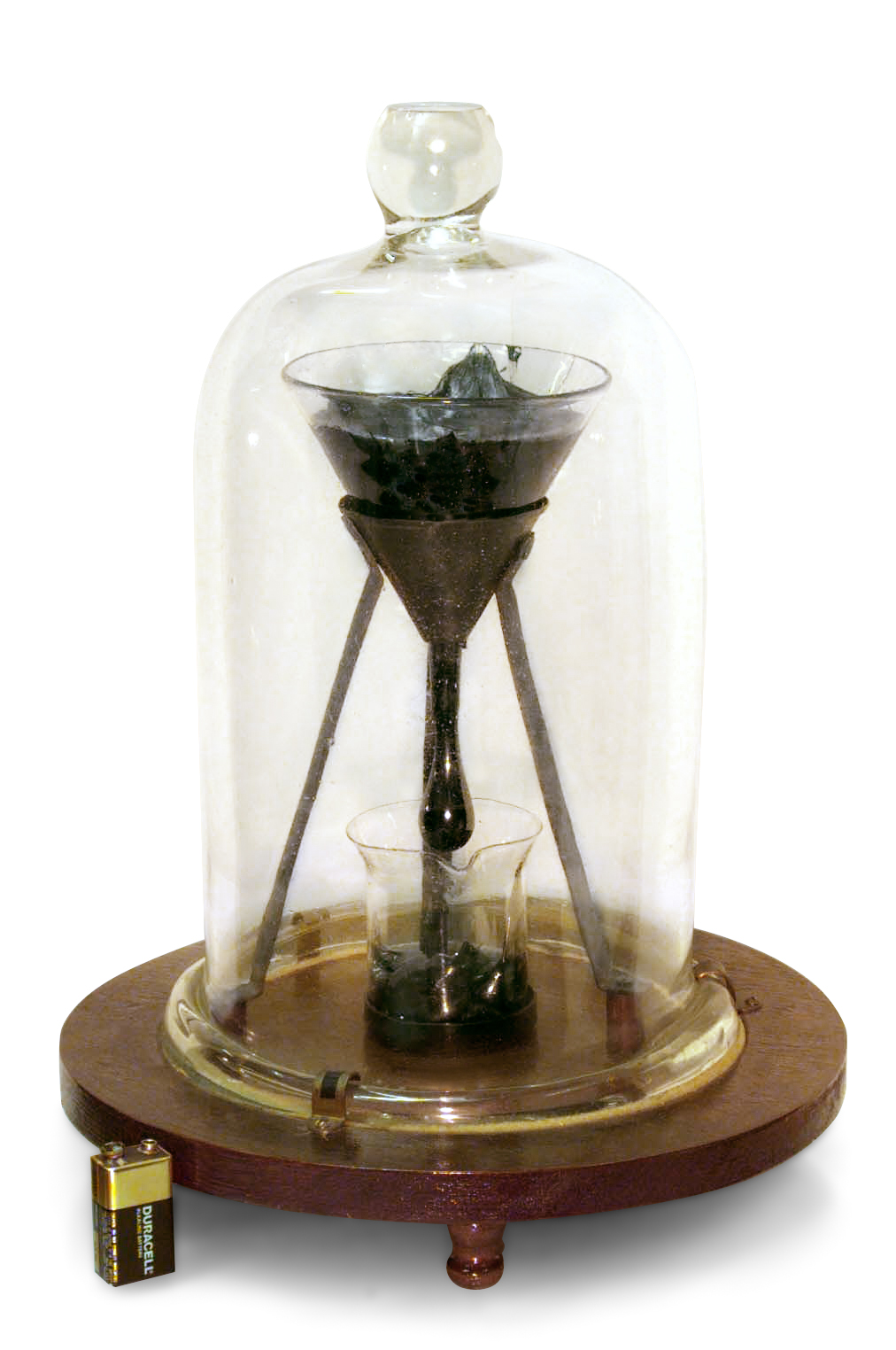
L'esperimento di John Mainstone e Thomas Parnell per misurare il tempo di discesa della pece da un imbuto, vincitore dell'Ig Nobel per la fisica nel 2005.

- Biologia - Benjamin Smith dell'Università di Adelaide, Australia, e dell'Università di Toronto, Canada, e della Firmenrich Perfume Company di Ginevra, Svizzera e della ChemComm Enterprises di Archamps, Francia; Craig Williams dell'Università James Cook e dell'Università del Sud dell'Australia; Michael Tyler dell'Università di Adelaide; Brian Williams dell'Università di Adelaide; e Yoji Hayasaka dell'Istituto Australiano di Ricerca sui Vini; per aver minuziosamente annusato e catalogato l'odore che 131 specie diverse di rane producevano in condizioni di stress.
- Storia dell'Agricoltura - James Watson della Massey University, Nuova Zelanda, per il suo dotto studio "Il significato dell'esplosione dei pantaloni del Signor Richard Buckley."
- Chimica - Edward Cussler dell'Università del Minnesota e Brian Gettelfinger dell'Università del Minnesota e dell'Università del Wisconsin-Madison, per aver condotto un attento esperimento al fine di dare risposta a una domanda che la scienza da sempre si pone: le persone nuotano più velocemente nell'acqua o nello sciroppo? I risultati hanno mostrato che in entrambi i fluidi si raggiungono le stesse velocità.
- Economia - Gauri Nanda del Massachusetts Institute of Technology, per aver inventato Clocky, una sveglia che scappa e si nasconde ripetutamente, così da costringere le persone ad alzarsi dal letto, aumentando le ore di lavoro in una giornata.
- Dinamica dei Fluidi - Victor Benno Meyer-Rochow dell'Università Internazionale di Brema, Germania, e dell'Università di Oulu, Finlandia, e József Gál dell'Università Loránd Eötvös, Ungheria, per aver usato i principi base della fisica per calcolare la pressione che si crea dentro un pinguino, come riportato nel loro dettagliato studio "La pressione prodotta quando i pinguini fanno la pupù - Calcoli sulla defecazione aviaria."
- Letteratura - Gli imprenditori nigeriani di Internet, per aver creato e distribuito via e-mail una coraggiosa serie di storie, presentando a milioni di lettori un cast ricco di personaggi -il generale Sani Abacha, la signora Mariam Sanni Abacha, Barrister Jon A Mbeki Esq. e molti altri- ciascuno dei quali ha bisogno di una piccola somma di denaro per entrare in possesso di una grande ricchezza che hanno ereditato e che vorrebbero dividere con le persone che li aiutano.
- Medicina - Gregg A. Miller di Oak Grove, Missouri, per aver inventato Neuticles, una protesi per rimpiazzare i testicoli dei cani, disponibile in tre diverse misure e tre diversi gradi di durezza.
- Scienze Nutrizionali - Il Dottor Yoshiro Nakamatsu di Tokyo, Giappone, per aver fotografato e successivamente analizzato ogni pasto consumato durante un periodo di 34 anni (fino a ora).
- Pace - Claire Rind e Peter Simmons dell'Università di Newcastle, Regno Unito, per aver monitorato l'attività cerebrale di una locusta mentre guardava scene selezionate dal film Guerre stellari.
- Fisica - John Mainstone e Thomas Parnell dell'Università del Queensland, Australia, per aver pazientemente condotto il cosiddetto esperimento della goccia di pece, iniziato nel 1927, nel quale un grumo di pece rappresa è stato lentamente fatto colare attraverso un imbuto al ritmo di circa una goccia ogni nove anni.

### 2006
- Acustica - D. Lynn Halpem dell'Harvard Vanguard Medical Associates, della Brandeis University e della Northwestern University, Randolph Blake della Vanderbilt University e della Northwestern University e James Hillenbrand della Western Michigan University e della Northwestern University per aver condotto esperimenti al fine di capire perché alle persone dà fastidio il rumore delle unghie sulla lavagna.
- Biologia - Bart Knols della Wageningen Agricultural University di Wageningen, Paesi Bassi, dell'Istituto Nazionale di Ricerca Medica - Ifakara Centre, Tanzania, e dell'Agenzia internazionale per l'energia atomica di Vienna, Austria, e Ruurd de Jong della Wageningen Agricultural University e di Santa Maria degli Angeli, Italia, per aver dimostrato che la femmina della zanzara della malaria Anopheles gambiae è ugualmente attratta dall'odore del formaggio Limburger e da quello dei piedi umani.
- Chimica - Antonio Mulet, José Javier Benedito e José Bon del Politecnico di Valencia, Spagna, e Carmen Rosselló dell'Università delle Isole Baleari di Palma di Maiorca, Spagna, per il loro studio "Velocità ultrasoniche nel formaggio Cheddar a differenti temperature."
- Letteratura - Daniel M. Oppenheimer dell'Università di Princeton per il suo articolo "Conseguenze della parlata erudita a dispetto della necessità: problemi nell'usare parole lunghe senza che ce ne sia bisogno."
- Matematica - Nic Svenson e Piers Barnes dell'Organizzazione Australiana per le Ricerche Scientifiche e Industriali, per aver calcolato il numero di fotografie che vanno scattate per essere sicuri che, in una foto di gruppo, nessuno abbia gli occhi chiusi.
- Medicina - Francis M. Fesmire del Dipartimento di Medicina dell'Università del Tennessee, per il loro studio "Interruzione del singhiozzo resistente attraverso il massaggio rettale digitale."
- Scienze Nutrizionali - Wasmia Al-Houty dell'Università del Kuwait e Faten Al-Mussalam dell'Autorità Pubblica per l'Ambiente del Kuwait, per aver dimostrato che gli scarabei stercorari sono schizzinosi.
- Ornitologia - Ivan R. Schwab dell'Università della California, Davis, e Philip R.A. May dell'Università della California, Los Angeles, per aver indagato e spiegato perché al picchio non viene il mal di testa.
- Pace - Howard Stapleton di Merthyr Tydfil, Galles, per aver inventato un repellente elettromagnetico per adolescenti, un apparecchio che emette un rumore ad alta frequenza udibile dagli adolescenti ma non dagli adulti; successivamente, per aver usato la stessa tecnologia per inventare una suoneria che è udibile dagli adolescenti ma non dai loro insegnanti.
- Fisica - Basile Audoly e Sebastien Neukirch dell'Università Pierre e Marie Curie, per la loro analisi che spiega come mai gli spaghetti crudi, se piegati, tendono a rompersi in più parti.

### 2007
- Medicina - Brian Witecombe di Glocester, Regno Unito, e Dan Meyer di Antioch, Tennessee, per il loro penetrante articolo medico "Effetti collaterali dell'ingoiare spade."
- Fisica - Lakshminarayanan Mahadevan dell'Università di Harvard ed Enrique Cerda Villablanca dell'Università di Santiago del Cile, per il loro studio teoretico su come le lenzuola si spiegazzano.
- Biologia - Prof. Johanna E.M.H. van Bronswijk dell'Università di Eindhoven, Paesi Bassi, per aver censito tutti gli acari, gli insetti, i ragni, gli pseudoscorpioni, i crostacei, i batteri, le alghe, le felci e i funghi con cui dividiamo il letto ogni notte.
- Chimica - Mayu Yamamoto del Centro Medico Internazionale del Giappone, per aver sviluppato un metodo per estrarre la vanillina dallo sterco di vacca.
- Linguistica - Juan Manuel Toro, Josep B. Trobalon e Núria Sebastián-Gallés dell'Università di Barcellona, per aver dimostrato che i ratti non sono in grado di distinguere tra una persona che parla giapponese al contrario e una persona che parla olandese al contrario.
- Letteratura - Glenda Browne di Blaxland, Australia, per il suo studio sull'articolo determinativo "the" e sui vari problemi che causa a chi cerca di stilare un elenco in ordine alfabetico.
- Pace - L'Air Force Research Laboratory degli Stati Uniti per aver finanziato una ricerca e sviluppato un'arma chimica, chiamata "bomba gay", che porta i soldati nemici a provare attrazione sessuale irresistibile gli uni per gli altri.
- Scienze Nutrizionali - Brian Wansink della Cornell University, per aver investigato l'apparentemente illimitato appetito degli esseri umani, servendo loro un piatto senza fondo che si riempiva continuamente di minestra.
- Economia - Kuo Cheng Hsieh di Taichung, Taiwan, per aver brevettato, nel 2001, un dispositivo che cattura i rapinatori di banche facendoci cadere sopra una rete.
- Aviazione - Patricia V. Agostino, Santiago A. Plano e Diego A. Golombek dell'Università Nazionale di Quilmes, Argentina, per aver scoperto che il Viagra aiuta i criceti a riprendersi dal jet-lag.

### 2008
- Scienze Nutrizionali - Massimiliano Zampini dell'Università di Trento e Charles Spence dell'Università di Oxford, per aver modificato elettronicamente il suono di una patatina, facendo credere alla persona che la stava mangiando che fosse più fresca e croccante di quanto non fosse.
- Pace - Il Comitato Etico Federale Svizzero delle Biotecnologie Non-Umane e i cittadini della Svizzera per aver adottato il principio legale per cui le piante hanno una dignità.
- Archeologia - Astolfo G. Mello Araujo e José Carlos Madellino dell'Università di San Paolo, Brasile, per aver misurato come il corso della storia, o almeno le sue tracce lasciate in un sito archeologico, possono essere messe in disordine dall'azione degli armadilli.
- Biologia - Marie-Christine Cadiergues, Christel Joubert e Michel Franc della Scuola Nazionale Veterinaria di Tolosa, Francia, per aver scoperto che le pulci dei cani saltano più in alto delle pulci dei gatti.
- Medicina - Dan Ariely della Duke University, Stati Uniti, Rebecca L. Waber del Massachusetts Institute of Technology, Stati Uniti, Baba Shiv dell'Università di Stanford, Stati Uniti, e Ziv Carmon dell'INSEAD, Singapore, per aver dimostrato che i placebo costosi sono più efficaci dei placebo economici.
- Scienze Cognitive - Toshiyuki Nakagaki dell'Università di Hokkaido, Giappone, Hiroyasu Yamada di Nagoya, Giappone, Ryo Kobayashi dell'Università di Hiroshima, Atsushi Tero del Presto JST, Akio Ishiguro dell'Università di Tohoku e Ágotá Tóth dell'Università di Seghedino, Ungheria, per aver scoperto che i funghi mucillaginosi possono risolvere dei puzzle.
- Economia - Geoffrey Miller, Joshua Tybur e Brent Jordan dell'Università del New Mexico, Stati Uniti, per aver scoperto che le ballerine di lap-dance professioniste guadagnano mance più alte quando sono nel periodo dell'ovulazione.
- Fisica - Dorian Raymer dell'Osservatorio Oceanico all'Istituto Scripps di Oceanografia, Stati Uniti, e Douglas Smith dell'Università della California, San Diego, Stati Uniti, per aver matematicamente dimostrato che cumuli di corde, capelli o qualsiasi altra cosa si annoderanno inevitabilmente tra loro.
- Chimica - Sharee A. Umpierre dell'Università di Porto Rico, Joseph A. Hill del Centro della Fertilità del New England, Stati Uniti, Deborah J. Anderson della Scuola di Medicina dell'Università di Boston e della Scuola di Medicina di Harvard, Stati Uniti, per aver scoperto che la Coca-Cola è uno spermicida, e Chuang-Ye Hong dell'Università di Medicina di Taipei, Taiwan, C.C. Shieh, P. Wu e B.N. Chiang, di Taiwan, per aver provato che non lo è.
- Letteratura - David Sims della Cass Business School di Londra, per il suo studio, amorevolmente scritto, "Tu, bastardo: un'esplorazione narrativa dell'esperienza di indignazione nelle organizzazioni."

### 2009
- Biologia - Fumiaki Taguchi, Song Guofu e Zhang Guanglei della Scuola di Scienze Mediche dell'Università Kitasato di Sagamihara, Giappone, per aver dimostrato che i rifiuti di una normale cucina possono essere ridotti del 90% utilizzando batteri estratti dalle feci del panda gigante.
- Chimica - Javier Morales, Miguel Apatiga e Victor M. Castano dell'Università Nazionale Autonoma del Messico, per aver creato una pellicola di diamante partendo dalla tequila.
- Economia - I presidenti, i dirigenti e i contabili della Kaupthing Bank, della Landsbanki, della Glitnir Bank e della Banca Centrale d'Islanda, per aver dimostrato che le banche piccole possono essere rapidamente trasformate in banche grandi e viceversa (e per aver dimostrato che la stessa cosa può accadere all'economia di un'intera nazione).
- Letteratura - La Garda Síochána, corpo di polizia irlandese, per aver fatto oltre 50 multe a un singolo individuo polacco di nome Prawo Jazdy. Si pensava che il signor Jazdy fosse la persona che avesse commesso più infrazioni in Irlanda, finché un'indagine non ha rivelato che Prawo Jazdy, in polacco, significa Patente di guida.
- Matematica - Gideon Gono, governatore della Reserve Bank dello Zimbabwe, per aver dato alla gente un modo semplice e quotidiano per imparare a gestire molti numeri, avendo fatto sì che la sua banca stampasse banconote con valori da un centesimo di dollaro a cento milioni di miliardi di dollari.
- Medicina - Donald L. Unger di Thousand Oaks, California, per aver indagato una delle possibili cause dell'artrite delle mani, scrocchiando diligentemente le dita della sua mano sinistra ma non quelle della destra, ogni giorno per oltre sessant'anni.
- Pace - Stephan Bolliger, Steffen Ross, Lars Oesterhewelg, Michael Thali e Beat Kneubuehl dell'Università di Berna, Svizzera, per aver determinato se sia meglio essere colpiti in testa con una bottiglia di birra vuota o con una piena.
- Fisica - Katherine K. Whitcome dell'Università di Cincinnati, Daniel E. Lieberman dell'Università di Harvard e Liza J. Shapiro dell'Università del Texas, Stati Uniti, per aver determinato analiticamente il motivo per cui le donne incinte non si ribaltano.
- Sanità Pubblica - Elena N. Bodnar, Raphael C. Lee e Sandra Marijan di Chicago, Stati Uniti, per aver inventato un reggiseno che, all'occorrenza, può essere trasformato in due maschere antigas, una per sé e una per qualcuno che ne ha bisogno.
- Medicina Veterinaria - Catherine Douglas e Peter Rowlinson dell'Università di Newcastle, Regno Unito, per aver dimostrato che le mucche con un nome danno più latte di quelle senza.

### 2010
- Biologia - Libiao Zhang, Min Tan, Guangjian Zhu, Jianping Ye, Tiyu Hong, Shanyi Zhou e Shuyi Zhang, dalla Cina, e Gareth Jones dell'Università di Bristol, Regno Unito, per aver documentato scientificamente la pratica della fellatio nel pipistrello della frutta.
- Chimica - Eric Adams, Scott Socolofsky, Stephen Masutani e l'azienda BP, per aver smentito l'antica credenza che olio e acqua non si mescolano.
- Economia - I dirigenti e gli amministratori della Goldman Sachs, della AIG, della Lehman Brothers, della Bear Stearns, della Merrill Lynch e della Magnetar per aver creato e pubblicizzato nuovi metodi per investire denaro, metodi che massimizzano il guadagno finanziario e minimizzano il rischio per l'economia mondiale, o almeno per una parte di essa.
- Ingegneria - Karina Acevedo-Whitehouse e Agnes Rocha-Gosselin della Società Zoologica di Londra, Regno Unito, e Diane Gendron dell'Istituto politecnico nazionale, Messico, per aver perfezionato un metodo per raccogliere il muco di balena usando elicotteri radiocomandati.
- Management - Alessandro Pluchino, Andrea Rapisarda e Cesare Garofalo dell'Università di Catania, Italia, per aver dimostrato matematicamente che le aziende diventerebbero più efficienti se promuovessero persone a caso.
- Medicina - Simon Rietveld dell'Università di Amsterdam, Paesi Bassi, e Ilja van Beest dell'Università di Tilburg, Paesi Bassi, per aver scoperto che i sintomi dell'asma possono essere trattati con un giro sulle montagne russe.
- Pace - Richard Stephens, John Atkins e Andrew Kingston dell'Università di Keele, Regno Unito, per aver confermato la credenza, già molto diffusa, che imprecare allevia il dolore.
- Fisica - Lianne Parkin, Sheila Williams e Patricia Priest dell'Università di Ontago, Nuova Zelanda, per aver dimostrato che, su un terreno ghiacciato, le persone scivolano meno spesso se indossano le calze sopra le scarpe.
- Sanità Pubblica - Manuel Barbeito, Charles Mathews e Larry Taylor dell'Ufficio per la Salute e la Sicurezza Industriale di Fort Detrick, per aver determinato sperimentalmente che i microbi si aggrappano agli scienziati barbuti.
- Pianificazione dei Trasporti - Toshiyuki Nakagaki, Atsushi Tero, Seiji Takagi, Tetsu Saigusa, Kentaro Ito, Kenji Yumiki, Ryo Kobayashi, dal Giappone, Dan Bebber e Mark Fricker, dal Regno Unito, per aver usato funghi mucillaginosi per determinare i percorsi migliori per i binari ferroviari.

### 2011
- Biologia - Daryll Gwynne e David Rentz, dell'Australia, per aver scoperto che alcuni tipi di scarafaggi tentano di accoppiarsi con alcuni tipi di bottiglie di birra australiana.
- Chimica - Makoto Imai, Naoki Urushihata, Hideki Tanemura, Yukinobu Tajima, Hideaki Goto, Koichiro Mizoguchi e Junichi Murakami, del Giappone, per aver determinato la densità ideale del wasabi vaporizzato per svegliare la gente in caso di incendio o altro pericolo, applicando questa scoperta per la creazione dell'allarme al wasabi.
- Fisica - Philippe Perrin, Cyril Perrot, Dominique Deviterne, Bruno Ragaru, della Francia, e Herman Kingma, dei Paesi Bassi, per aver provato a determinare perché ai lanciatori di disco vengono le vertigini, mentre ai lanciatori di martello no.
- Fisiologia - Anna Wilkinson, del Regno Unito, Natalie Sebanz, dei Paesi Bassi, Isabella Mandl e Ludwig Huber, dell'Austria, per il loro studio "Nessuna prova dell'esistenza di sbadigli contagiosi tra le tartarughe dalle zampe rosse".
- Letteratura - John Perry dell'Università di Stanford, Stati Uniti, per la sua teoria della procrastinazione strutturata, che afferma: "Per essere una persona di grande successo, bisogna sempre lavorare su qualcosa di importante, usando ciò come pretesto per evitare di fare qualcosa di ancor più importante".
- Matematica - Dorothy Martin (predisse che il mondo sarebbe finito nel 1954), Pat Robertson (predisse che il mondo sarebbe finito nel 1982), Elizabeth Clare Prophet (predisse che il mondo sarebbe finito nel 1990), Lee Jang Rim (predisse che il mondo sarebbe finito nel 1992), Credonia Mwerinde (predisse che il mondo sarebbe finito nel 1999), Harold Camping (predisse che il mondo sarebbe finito il 6 settembre 1994 e, successivamente, il 21 ottobre 2011), per aver insegnato al mondo a fare attenzione quando si fanno calcoli e assunzioni matematiche.
- Medicina - Mirjam Tuk, Debra Trampe, dei Paesi Bassi, Luk Warlop, del Belgio, unitamente a Matthew Lewis, Peter Snyder, Robert Feldman, degli Stati Uniti, e Robert Pietrzak, David Darby e Paul Maruff, dell'Australia, per aver dimostrato che la gente prende decisioni migliori su alcune cose, ma peggiori su altre, quando ha un bisogno urgente di urinare.
- Pace - Artūras Zuokas, sindaco di Vilnius, Lituania, per aver dimostrato che il problema delle auto lussuose parcheggiate in divieto può essere risolto passandoci sopra con un carro armato.
- Psicologia - Karl Halvor Teigen, dell'Università di Oslo, Norvegia, per aver provato a capire perché, nella vita di tutti i giorni, la gente sospira.
- Pubblica Sicurezza - John Senders, dell'Università di Toronto, per aver condotto una serie di esperimenti di sicurezza nei quali una persona guidava un'automobile su un'autostrada mentre una visiera gli scendeva ripetutamente davanti agli occhi, rendendogli impossibile la vista.

### 2012
- Psicologia - Anita Eerland, Rolf Zwaan e Tulio Guadalupe, dei Paesi Bassi, per il loro studio "Piegarsi a sinistra fa sembrare la Torre Eiffel più piccola."
- Pace - La SKN Company, Russia, per aver convertito vecchie munizioni in diamanti.
- Acustica - Kazutaka Kurihara e Koji Tsukada, Giappone, per la creazione di SpeechJammer, un'applicazione che disturba il discorso di una persona facendogli riascoltare in cuffia le sue stesse parole con un lievissimo ritardo, che causa confusione e porta alla pronuncia di sillabe sconnesse.
- Neuroscienze - Craig Bennett, Abigail Baird, Michael Miller e George Wolford, degli Stati Uniti, per aver dimostrato che gli studiosi dei meccanismi cerebrali, utilizzando strumenti complessi e semplici nozioni statistiche, possono visualizzare attività cerebrale significativa ovunque, anche nei salmoni morti.
- Chimica - Johan Pettersson, della Svezia, per aver risolto il mistero del perché, in alcune case nella città di Anderslöv, Svezia, i capelli delle persone diventano verdi. Le tubature dell'acqua collegate a queste case non erano rivestite, quindi l'acqua calda lasciata nelle tubature durante la notte ne asportava il rame, contribuendo a livelli di rame molto elevati nell'acqua.
- Letteratura - Il Government Accountability Office degli Stati Uniti, per aver pubblicato una relazione sulle relazioni che parlano di relazioni, la quale raccomanda la stesura di una relazione sulla relazione riguardo alle relazioni che parlano di relazioni.
- Fisica - Joseph Keller, Raymond Goldstein, degli Stati Uniti, Patrick Warren e Robin Ball, del Regno Unito, per aver calcolato l'equilibrio delle forze che strutturano e fanno muovere i capelli raccolti in una coda di cavallo.
- Dinamica dei Fluidi - Rouslan Krechetnikov e Hans Mayer, degli Stati Uniti, per lo studio delle dinamiche di urto di un liquido contro delle pareti, per imparare ciò che accade quando una persona cammina portando con sé una tazza di caffè.
- Anatomia - Frans de Waal e Jennifer Pokorny, degli Stati Uniti, per aver scoperto che gli scimpanzé possono riconoscere altri singoli scimpanzé guardando fotografie del loro didietro.
- Medicina - Emmanuel Ben-Soussan e Michel Antonietti, della Francia, per aver messo in guardia i medici che eseguono colonscopie su come ridurre al minimo la possibilità che i loro pazienti scatenino un'esplosione di gas.

### 2013
- Archeologia - Brian Crandall e Peter Stahl, dagli Stati Uniti, per aver bollito un toporagno morto e averlo ingoiato senza masticare e per aver attentamente analizzato le loro feci dei giorni seguenti per determinare quali ossa si sarebbero dissolte all'interno dell'apparato digerente umano e quali no.
- Biologia e Astronomia - Marie Dacke, Emily Baird, Eric J. Warrant, della Svezia, Marcus Byrne e Clarke Scholtz, del Sudafrica, per aver scoperto che quando lo scarabeo stercorario si perde, può ritrovare la strada per la sua tana guardando la Via Lattea.
- Chimica - Shinsuke Imai, Nobuaki Tsuge, Muneaki Tomotake, Yoshiaki Nagatome, Toshiyuki Nagata e Hidehiko Kumgai, del Giappone, per aver scoperto che il meccanismo biochimico per cui le cipolle fanno piangere è ancora più complicato di quanto era stato precedentemente ipotizzato.
- Medicina - Masateru Uchiyama, Xiangyuan Jin, Qi Zhang, Toshihito Hirai, Atsushi Amano, Hisashi Bashuda e Masanori Niimi, del Giappone, per aver determinato l'effetto dell'ascolto di un'opera nei topi sottoposti a trapianto di cuore.
- Pace - Aljaksandr Lukašėnka, presidente della Bielorussia, per aver reso illegale l'applaudire in pubblico; insieme con la Polizia di Stato bielorussa, per aver arrestato un uomo con un solo braccio colpevole di aver applaudito.[9]
- Probabilità - Bert Tolkamp, Marie Haskell, Fritha Langford, David Roberts e Colin Morgan, del Regno Unito, per aver effettuato due scoperte in relazione: primo, quanto più a lungo una mucca rimane sdraiata tanto è più probabile che si alzi; secondo, una volta che la mucca si è alzata non si può determinare facilmente dopo quanto tempo si sdraierà nuovamente.
- Fisica - Alberto Minetti, Yuri Ivanenko, Germana Cappellini, Nadia Dominici e Francesco Lacquaniti, dell'Italia, per aver scoperto che alcune persone sarebbero fisicamente in grado di correre sulla superficie di uno stagno, se quelle persone e lo stagno si trovassero sulla luna.
- Psicologia - Laurent Bègue, Oulmann Zerhouni, Baptiste Subra, Medhi Ourabah, della Francia, e Brad Bushman, degli Stati Uniti, per aver confermato sperimentalmente che le persone che pensano di essere ubriache pensano anche di essere attraenti.
- Sanità Pubblica - Kasian Bhanganada, Tu Chayavatana, Chumporn Pongnumkul, Anunt Tonmukayakul, Piyasakol Sakolsatayadorn, Krit Komaratal e Henry Wilde, della Thailandia, per le tecniche mediche descritte nell'articolo "Gestione chirurgica dell'amputazione del pene epidemica in Siam", tecniche raccomandate eccetto nel caso in cui il pene amputato sia stato parzialmente mangiato da un'anatra.
- Pubblica Sicurezza - Gustano Pizzo, degli Stati Uniti, per aver inventato un sistema elettro-meccanico per intrappolare dirottatori di aerei: il sistema intrappola il dirottatore tramite delle botole, lo sigilla all'interno di un pacco e lo lascia cadere in una capsula tramite uno sportello appositamente installato sull'aereo. Il dirottatore viene quindi paracadutato a terra dove la polizia, dopo essere stata allertata via radio, aspetta il suo arrivo.

### 2014
- Arte - Marina de Tommaso, Michele Sardaro e Paolo Livrea, dall'Italia, per aver misurato il dolore che le persone provano guardando un quadro brutto o un bel quadro, mentre vengono colpiti alla mano da un raggio laser ad alta intensità.
- Biologia - Vlastimil Hart, Petra Nováková, Erich Pascal Malkemper, Sabine Begall, Vladimír Hanzal, Miloš Ježek, Tomáš Kušta, Veronika Němcová, Jana Adámková, Kateřina Benediktová, Jaroslav Červený e Hynek Burda, dalla Repubblica Ceca, per aver attentamente documentato che i cani, quando fanno i loro bisogni, preferiscono allineare l'asse del proprio corpo con il campo magnetico terrestre in direzione nord-sud.
- Economia - L'ISTAT, per aver preso orgogliosamente l'iniziativa di adempiere al mandato dell'Unione europea di aumentare l'entità ufficiale della propria economia nazionale, includendo nel calcolo del PIL i guadagni ottenuti da prostituzione, commercio illegale di droghe, contrabbando e tutte le altre operazioni finanziarie illecite che avvengono tra persone volontarie.
- Fisica - Kiyoshi Mabuchi, Kensei Tanaka, Daichi Uchijima e Rina Sakai, dal Giappone, per aver misurato l'attrito tra una scarpa e una buccia di banana, e tra una buccia di banana e il pavimento, nel momento in cui una persona calpesta una buccia di banana.
- Medicina - Ian Humphreys, Walter Belenky e James Dworkin, dagli Stati Uniti, e Sonal Saraiyaper, dall'India, per il trattamento delle epistassi più incontrollabili, che prevede l'inserimento nelle narici di strisce di carne di maiale affumicata.
- Neuroscienze - Jiangang Liu, Jun Li, Lu Feng, Li Ling, Tian Jie e Kang Lee, dalla Cina e dal Canada, per aver cercato di capire che cosa succede nel cervello delle persone che vedono il volto di Gesù in un pezzo di pane tostato.
- Psicologia - Peter K. Jonason, dal Regno Unito, Amy Jones, dagli Stati Uniti, e Minna Lyons, dall'Australia, per aver raccolto prove del fatto che chi solitamente resta sveglio fino a tardi ha, in media, una maggiore stima di sé ed è più manipolatore e più psicopatico rispetto a chi abitualmente si alza presto.
- Scienze Artiche - Eigil Reimers, dalla Germania, e Sindre Eftestøl, dalla Norvegia, per aver sperimentato come reagiscono le renne quando vedono un essere umano travestito da orso polare.
- Scienze Nutrizionali - Raquel Rubio, Anna Jofré, Belén Martín, Teresa Aymerich e Margarita Garriga, dalla Spagna, per il loro studio intitolato: "Classificazione dei batteri isolati dalle feci infantili potenzialmente utili come iniziatori di coltivazioni di salsicce probiotiche fermentate".
- Sanità Pubblica - Jaroslav Flegr, Jan Havlíček e Jitka Hanušova-Lindova, dalla Repubblica Ceca, David Hanauer e Lisa Seyfried, dagli Stati Uniti, e Naren Ramakrishnan, dall'India, per aver indagato se, per un essere umano, il possedere un gatto può risultare psicologicamente pericoloso.

### 2015
- Chimica - Callum Ormonde e Colin Raston, dall'Australia, Tom Yuan, Stephan Kudlacek, Sameeran Kunche, Joshua N. Smith, William A. Brown, Kaitlin Pugliese, Tivoli Olsen, Mariam Iftikhar, Gregory Weiss, dagli USA per aver messo a punto un processo che fa parzialmente ritornare crudo un uovo cotto[10]
- Fisica - Patricia Yang, David Hu, Jonathan Pham e Jerome Choo, da USA e Taiwan, per aver testato il principio biologico secondo cui ogni mammifero svuota la vescica in 21±13 secondi[11]
- Letteratura - Mark Dingemanse, Francisco Torreira e Nick J. Enfield, di nazionalità olandese, belga, statunitense e australiana, per aver scoperto che la parola "huh?" (o suoi equivalenti) sembra esistere in ogni lingua, ma di non essere sicuri del perché.[12]
- Management - Gennaro Bernile, italiano, Vineet Bhagwat e P. Raghavendra Rau per aver scoperto che molti imprenditori hanno sviluppato durante l’infanzia una predisposizione al rischio, quando hanno vissuto disastri naturali (come terremoti, eruzioni vulcaniche, tsunami e incendi boschivi) che, per loro, non hanno avuto conseguenze personali gravi.[13]
- Economia - la polizia metropolitana di Bangkok per aver offerto un salario maggiore ai poliziotti che rifiutano tangenti.
- Medicina - a due gruppi: Hajime Kimata, Giappone, e Jaroslava Durdiaková, Peter Celec, Natália Kamodyová, Tatiana Sedláčková, Gabriela Repiská, Barbara Sviežená e Gabriel Minárik, Slovacchia, USA, Regno Unito e Germania per aver studiato i benefici e le conseguenze biomediche di baci intensi e altre attività intime e interpersonali.[14][15][16]
- Matematica - Elisabeth Oberzaucher e Karl Grammer, per aver usato tecniche matematiche per determinare se e come Mulay Isma'il riuscì dal 1697 al 1727 ad avere 888 figli[17]
- Biologia - Bruno Grossi, Omar Larach, Mauricio Canals, Rodrigo A. Vásquez e José Iriarte-Díaz, da Cile e USA, per aver osservato che quando si attacca un bastoncino appesantito alla coda di un pollo, questo cammina in maniera simile a quella ipotizzata con cui camminavano i dinosauri[18]
- Diagnostica medica - Diallah Karim, Anthony Harnden, Nigel D'Souza, Andrew Huang, Abdel Kader Allouni, Helen Ashdown, Richard J. Stevens e Simon Kreckler, per aver dimostrato che l'appendicite acuta può essere accuratamente diagnosticata dalla quantità di dolore che il paziente espone quando percorre in auto una strada con dossi artificiali[19]
- Fisiologia ed Entomologia - due persone: Justin Schmidt, USA e Canada, per aver creato la scala del dolore delle punture di insetto di Schmidt, utile a classificare la quantità di dolore provata nell'essere punti da vari insetti[20]; Michael L. Smith per essersi fatto pungere da un'ape del miele 25 volte in differenti punti del suo corpo e capire quali sono i punti meno dolorosi (testa, punta del dito medio del piede, parte superiore del braccio) e quali i più dolorosi (narice, labbro superiore, pene)[21]

### 2016
- Riproduzione - Ahmed Shafik, per aver testato l'effetto dell'indossare pantaloni di poliestere, cotone o lana nella vita sessuale dei ratti, e per aver condotto test simili sugli uomini[22]
- Economia - Mark Avis e colleghi, per aver valutato la personalità percepita delle rocce, dalla prospettiva del marketing e delle vendite[23]
- Fisica - Gabor Horvath e colleghi, per aver scoperto perché i cavalli bianchi sono quelli che attraggono meno i tafani[24], e per aver scoperto perché le libellule sono attratte dalle lapidi nere[25]
- Chimica - Volkswagen, per aver risolto il problema delle eccessive emissioni delle automobili tramite un sistema automatico elettromeccanico che produce meno emissioni quando l'auto viene testata
- Medicina - Christoph Helmchen e colleghi, per aver scoperto che, se hai prurito sul lato sinistro del corpo, lo puoi alleviare guardandoti allo specchio e grattandoti il lato destro del corpo e viceversa[26]
- Psicologia - Evelyne Debey e colleghi, per aver chiesto a migliaia di bugiardi quanto spesso mentono, e per aver deciso se credere alle loro risposte[27]
- Pace - Gordon Pennycook e colleghi, per il loro studio scientifico chiamato "Sulla ricezione e rilevamento delle stronzate pseudo-profonde"[28]
- Biologia - Assegnato congiuntamente a: Charles Foster, per aver vissuto nella natura come, in differenti momenti, un tasso, una lontra, un cervo, una volpe e un uccello; e a Thomas Thwaites, per aver creato delle estensioni prostetiche per i suoi arti che gli permettono di muoversi come una capra, e aver speso tempo girovagando per le colline in loro compagnia
- Letteratura - Fredrik Sjöberg, per il suo lavoro autobiografico di tre volumi sul piacere di collezionare mosche che sono morte, e mosche che non sono ancora morte
- Percezione - Atsuki Higashiyama e Kohei Adachi, per aver indagato se le cose sembrano diverse chinandosi e osservandole attraverso le proprie gambe[29]

### 2017
- Fisica - Marc-Antoine Fardin, per aver applicato i principi della dinamica dei fluidi per rispondere alla domanda Può un gatto essere sia solido che liquido?[30]
- Pace - Milo Puhan, Alex Suarez, Christian Lo Cascio, Alfred Zahn, Markus Heitz e Otto Braendli, per il loro studio che ha rilevato che il suono del didgeridoo induce degli effetti benefici nella sindrome da apnea nel sonno[31]
- Economia- Matthew Rockloff e Nancy Greer, per la dimostrazione che la propensione a scommettere alle slot machine varia in base alle emozioni che vi suscita tenere al guinzaglio un coccodrillo vivo[32]
- Anatomia- James Heathcote, per uno studio che cerca di comprendere perché agli anziani crescono le orecchie. Il suo contributo però si chiudeva affermando che il motivo per cui le orecchie dovrebbero crescere mentre il resto del corpo smette di farlo non trova risposta in questa ricerca[33]
- Biologia - Kazunori Yoshizawa, Rodrigo Ferreira, Yoshitaka Kamimura e Charles Lienhard, per aver scoperto nelle caverne brasiliane degli insetti, del genere NeotroglaNeotrogla, in cui gli organi sessuali sono invertiti: le femmine presentano degli apparati genitali esterni simili al pene maschile, mentre quest'ultimi hanno apparati simile a vagine[34]
- Fluidodinamica - Han Jiwon, per lo studio su quale fosse il modo migliore per trasportare una tazza di caffè senza rovesciarla: tenere saldamente la tazza con tutte e cinque le dita, camminando all'indietro[35]
- Nutrizione - Fernanda Ito, Enrico Bernard e Rodrigo Torres, che hanno pubblicato uno studio per la prima relazione scientifica sul sangue umano nella dieta del vampiro senza coda. Lo studio ha messo in evidenza che i pipistrelli della specie Diphylla ecaudata, in mancanza delle prede consuete (polli e uccelli selvatici), hanno iniziato a nutrirsi di sangue umano[36]
- Medicina - Jean-Pierre Royet, David Meunier, Nicolas Torquet, Anne-Marie Mouly e Tao Jiang, per aver analizzato l'attività cerebrale di volontari mentre annusavano formaggi puzzolenti. Lo studio afferma di aver individuato una zona del cervello che si attiverebbe nei soggetti a cui il formaggio non piace[37]
- Cognizione - Matteo Martini, Ilaria Bufalari, Maria Antonietta Stazi e Salvatore Maria Aglioti, per aver dimostrato che molti gemelli identici non sono in grado di distinguersi visivamente gli uni dagli altri[38]
- Ostetricia - Marisa López-Teijón, Álex García-Faura, Alberto Prats-Galino e Luis Pallarés Aniorte, che hanno provato che i feti ascoltano meglio la musica usando un dispositivo inserito all’interno del canale vaginale materno[39]

### 2018
- Medicina - Marc Mitchell e David Wartinger, per aver dimostrato che andare sulle montagne russe possa accelerare l'espulsione dei calcoli renali.
- Antropologia - Tomas Persson, Gabriela-Alina Sauciuc e Elainie Madsen per aver raccolto prove, in uno zoo, che gli scimpanzé imitano gli umani tante volte e altrettanto bene, come gli umani imitano gli scimpanzé.
- Biologia - Paul Becher, Sebastien Lebreton, Erika Wallin, Erik Hedenstrom, Felipe Borrero-Echeverry, Marie Bengtsson, Volker Jorger e Peter Witzgall, per aver dimostrato che i sommelier professionali possono identificare in modo affidabile, con l'olfatto, la presenza di una mosca in un bicchiere di vino.
- Chimica - Paula Romão, Adília Alarcão e César Viana, per aver misurato il grado di detergenza della saliva umana su superfici sporche.
- Istruzione medica - Akira Horiuchi, per la sua pubblicazione Colonoscopy in the Sitting Position: Lessons Learned From Self-Colonoscopy, dopo aver testato su se stesso l'efficienza della colonscopia da seduti.
- Letteratura - Thea Blackler, Rafael Gomez, Vesna Popovic and M. Helen Thompson, per aver documentato che la maggior parte delle persone che usano prodotti complicati non leggono i relativi manuali d'istruzione.
- Nutrizione - James Cole, per aver dimostrato che una dieta basata su cannibalismo è più povera di calorie della maggior parte delle tradizionali diete a base di altre carni animali.
- Pace - Francisco Alonso, Cristina Esteban, Andrea Serge, Maria-Luisa Ballestar, Jaime Sanmartín, Constanza Calatayud e Beatriz Alamar, per aver misurato la durata, frequenza e le motivazioni e gli effetti dell'urlare e imprecare mentre si guida un'automobile.
- Riproduzione - John Barry, Bruce Blank e Michel Boileau, per l'aver usato francobolli per verificare se l'organo sessuale maschile funziona correttamente, come riportato dalla loro pubblicazione Nocturnal Penile Tumescence Monitoring With Stamps.
- Economia - Lindie Hanyu Liang, Douglas Brown, Huiwen Lian, Samuel Hanig, D. Lance Ferris, and Lisa Keeping, per lo studio sui riti voodoo contro gli abusi del capoufficio, dimostrando che infilzare con spille e pinze una bambola virtuale che raffiguri il capo prepotente aiuta a sentirsi meglio.

### 2019
- Anatomia - Roger Mieusset e Bourras Bengoudifa, per aver misurato l'asimmetria in temperatura dello scroto di postini nudi e vestiti in Francia.
- Biologia - Ling-Jun Kong, Herbert Crepaz, Agnieszka Górecka, Aleksandra Urbanek, Rainer Dumke e Tomasz Paterek, per aver dimostrato che gli scarafaggi che vengono magnetizzati da morti si comportano diversamente da quelli vivi magnetizzati.
- Chimica - Shigeru Watanabe, Mineko Ohnishi, Kaori Imai, Eiji Kawano e Seiji Igarashi, per aver stimato il volume di saliva totale prodotto in media ogni giorno da un bambino di cinque anni.
- Economia - Habip Gedik, Timothy A. Voss e Andreas Voss, per aver testato quale paese abbia la cartamoneta che più facilmente trasporta batteri pericolosi.
- Istruzione medica - Karen Pryor e Theresa McKeon, per aver utilizzato una semplice tecnica di addestramento animale (chiamata "clicker training") per allenare i chirurghi ad eseguire interventi ortopedici.
- Fisica - Patricia Yang, Alexander Lee, Miles Chan, Alynn Martin, Ashley Edwards, Scott Carver e David Hu, per aver studiato come e perché i vombati producano feci cubiche.
- Ingegneria - Iman Farahbakhsh, per aver inventato un macchinario che cambia il pannolino ai bambini.
- Medicina - Silvano Gallus, per aver raccolto prove del fatto che la pizza protegga da determinate malattie, ammesso che la pizza sia preparata e consumata in Italia.
- Pace - Ghada A. bin Saif, Alexandru Papoiu, Liliana Banari, Francis McGlone, Shawn G. Kwatra, Yiong-Huak Chan e Gil Yosipovitch, per aver cercato di misurare il livello di soddisfazione che si prova quando ci si gratta.
- Psicologia - Fritz Strack, per aver scoperto che tenere una penna in bocca fa sorridere, il che rende più felici, e per aver poi scoperto che non è così.

### 2020
- Acustica - Stephan Reber, Takeshi Nishimura, Judith Janisch, Mark Robertson e Tecumseh Fitch per aver indagato più a fondo le particolari vocalizzazioni degli alligatori cinesi (Alligator sinensis), nello specifico: "per aver indotto una femmina di alligatore cinese a muggire in una camera ermetica arricchita di elio".
- Psicologia - Miranda Giacomin e Nicholas Rule per aver individuato un metodo per riconoscere i narcisisti prima ancora di interagirvi, a partire dalle loro sopracciglia.
- Pace - I governi di India e Pakistan per il caso dei “campanelli suonati furtivamente l’un l’altro alle porte dei loro diplomatici nel cuore della notte per poi fuggire via prima che qualcuno avesse modo di rispondere”.
- Fisica - Ivan Maksymov e Andriy Pototsky per uno studio sulle pagine di Scientific Reports con il quale sono riusciti “a determinare, sperimentalmente, cosa succede alla forma di un verme vivo quando si fa vibrare il verme ad alte frequenze”
- Economia - Christopher Watkins, Juan David Leongómez, Jeanne Bovet, Agnieszka Żelaźniewicz, Max Korbmacher, Marco Antônio Corrêa Varella, Ana Maria Fernandez, Danielle Wagstaff e Samuela Bolgan per aver cercato una relazione tra il benessere economico di una nazione e l'usanza del bacio alla francese.
- Management - (奚广安) Xi Guang-An, (莫天祥) Mo Tian-Xiang, (杨康生) Yang Kang-Sheng, (杨广生) Yang Guang-Sheng, e (凌显四) Ling Xian Si, 5 killer professionisti cinesi del Guangxi in Cina, per il caso di un omicidio su commissione e più volte subappaltato, passando di mano in mano, ogni volta con una riduzione del compenso per il sicario. Alla fine della catena e del passaparola, l’ultimo sicario incaricato si è messo d’accordo con la persona da uccidere per inscenare finta cattura e omicidio, ma quest’ultimo alla fine si è rivolto alla polizia. L’epilogo, con le sentenze ai diversi intermediari, è stato ampiamente raccontato dalla stampa locale.
- Entomologia - Richard Vetter per un’indagine tra scienziati che studiano gli insetti. A quanto pare aver confidenza con animaletti con sei zampe (insetti) non mette al riparo da disgusto e in alcuni casi fobia nei confronti di altri artropodi, come i ragni (a otto zampe).
- Medicina - Nienke Vulink, Damiaan Denys e Arnoud van Loon per “aver diagnosticato una condizione medica a lungo non riconosciuta: La misofonia da stress nel sentire il rumore di altre persone mentre masticano”.
- Istruzione medica - Jair Bolsonaro del Brasile, Boris Johnson del Regno Unito, Narendra Modi dell'India, Andrés Manuel López Obrador del Messico, Alexander Lukashenko della Bielorussia, Donald Trump degli Stati Uniti, Recep Tayyip Erdogan della Turchia, Vladimir Putin della Russia, e Gurbanguly Berdimuhamedow del Turkmenistan per “aver usato la pandemia di Covid-19 per insegnare al mondo che i politici possono avere un effetto più immediato sulla vita e sulla morte di quello di scienziati e dottori”.
- Scienza dei materiali - Metin Eren, Michelle Bebber, James Norris, Alyssa Perrone, Ashley Rutkoski, Michael Wilson, e Mary Ann Raghanti per aver dimostrato che i coltelli prodotti con feci umane congelate non funzionano bene.

### 2021
- Biologia - Susanne Schötz, Robert Eklund e Joost van de Weijer per aver analizzato le variazioni nel fare le fusa, vibrare, trillare, miagolare, gemere, mormorare, squittire, sibilare, soffiare, gorgogliare, ringhiare e altre modalità di comunicazione gatto-uomo.
- Ecologia - Leila Satari, Alba Guillén, Àngela Vidal-Verdú, e Manuel Porcar, per aver usato l'analisi genetica per identificare le diverse specie di batteri che si trovano nei residui di gomme da masticare appiccicate ai marciapiedi di diversi paesi.
- Chimica - Jörg Wicker, Nicolas Krauter, Bettina Derstroff, Christof Stönner, Efstratios Bourtsoukidis, Achim Edtbauer, Jochen Wulf, Thomas Klüpfel, Stefan Kramer, e Jonathan Williams, per aver analizzato chimicamente l'aria all'interno dei cinema, per testare se gli odori prodotti dal pubblico indicano verosimilmente il livello di violenza, sesso, comportamento antisociale, uso di stupefacenti e profanità presenti nel film che il pubblico stesso sta guardando.
- Economia - Pavlo Blavatskyy, per aver scoperto che l'obesità dei politici di una nazione può essere un buon indicatore del livello di corruzione della nazione stessa.
- Medicina - Olcay Cem Bulut, Dare Oladokun, Burkard Lippert, e Ralph Hohenberger, per aver dimostrato che l'orgasmo può avere lo stesso effetto di un decongestionante medicinale specifico nel migliorare la respirazione nasale.
- Pace - Ethan Beseris, Steven Naleway, e David Carrier, per aver testato l'ipotesi che, negli umani, la barba si sia evoluta per proteggersi dai pugni in faccia.
- Fisica - Alessandro Corbetta, Jasper Meeusen, Chung-min Lee, Roberto Benzi, e Federico Toschi, per aver condotto esperimenti per scoprire perché i pedoni non si scontrano continuamente con altri pedoni.
- Cinetica - Hisashi Murakami, Claudio Feliciani, Yuta Nishiyama, e Katsuhiro Nishinari, per aver condotto esperimenti per apprendere come l'anticipazione reciproca può contribuire all'auto-organizzazione nelle folle.
- Entomologia - John Mulrennan, Jr., Roger Grothaus, Charles Hammond, e Jay Lamdin, per il loro studio dal titolo "Un nuovo metodo di controllo degli scarafaggi sui sottomarini".
- Trasporti - Robin Radcliffe, Mark Jago, Peter Morkel, Estelle Morkel, Pierre du Preez, Piet Beytell, Birgit Kotting, Bakker Manuel, Jan Hendrik du Preez, Michele Miller, Julia Felippe, Stephen Parry, e Robin Gleed, per aver determinato sperimentalmente se è più sicuro il trasporto aereo di rinoceronti capovolti.

### 2022
- Economia - Alessandro Pluchino, Alessio Emanuele Biondo e Andrea Rapisarda, per aver spiegato matematicamente perché spesso sono le persone più fortunate, e non quelle più talentuose, ad avere successo nella vita.
- Cardiologia applicata - Eliska Prochazkova, Elio Sjak-Shie, Friederike Behrens, Daniel Lindh e Mariska Kret, per aver cercato (e trovato) le prove che quando due partner romantici si incontrano per la prima volta, e si sentono attratti l’uno dall’altro, i loro battiti cardiaci si sincronizzano.
- Letteratura - Eric Martínez, Francis Mollica ed Edward Gibson, per aver analizzato cos’è che rende i documenti legali così difficili da comprendere.
- Biologia - Solimary García-Hernández e Glauco Machado, per aver studiato se e come la costipazione abbia implicazioni sulle prospettive di accoppiamento degli scorpioni.
- Medicina - Marcin Jasiński, Martyna Maciejewska, Anna Brodziak, Michał Górka, Kamila Skwierawska, Wiesław Jędrzejczak, Agnieszka Tomaszewska, Grzegorz Basak ed Emilian Snarski, per aver mostrato che quando i pazienti si sottopongono ad alcuni tipi di chemioterapia tossica soffrono meno effetti collaterali se del gelato sostituisce uno degli elementi tipici della procedura.
- Ingegneria - Gen Matsuzaki, Kazuo Ohuchi, Masaru Uehara, Yoshiyuki Ueno e Goro Imura, per aver cercato di scoprire qual è il modo più efficiente di usare le dita quando si gira un pomello.
- Storia dell'arte - Peter de Smet e Nicholas Hellmuth, per il loro studio "Un approccio multidisciplinare alle scene di clisteri rituali sulle antiche ceramiche dei Maya".
- Fisica - Frank Fish, Zhi-Ming Yuan, Minglu Chen, Laibing Jia, Chunyan Ji e Atilla Incecik, per aver cercato di capire come fanno gli anatroccoli a nuotare in formazione.
- Pace - Junhui Wu, Szabolcs Számadó, Pat Barclay, Bianca Beersma, Terence Dores Cruz, Sergio Lo Iacono, Annika Nieper, Kim Peters, Wojtek Przepiorka, Leo Tiokhin e Paul Van Lange, per aver sviluppato un algoritmo che aiuta i pettegoli a decidere quando dire la verità e quando mentire.
- Sicurezza - Magnus Gens, per aver sviluppato un manichino di alce da usare nei crash test.

### 2023
- Chimica e Geologia - Jan Zalasiewicz, per aver spiegato perché a molti scienziati piaccia leccare le rocce.
- Letteratura - Chris Moulin, Nicole Bell, Merita Turunen, Arina Baharin, e Akira O'Connor, per aver studiato la sensazione che le persone provano "quando ripetono una parola molte, molte, molte, molte, molte, molte, molte volte."
- Alimentazione - Homei Miyashita e Hiromi Nakamura, per gli esperimenti coi quali hanno determinato come le bacchette e le cannucce elettrificate possono modificare il sapore del cibo.
- Medicina - Christine Pham, Bobak Hedayati, Kiana Hashemi, Ella Csuka, Tiana Mamaghani, Margit Juhasz, Jamie Wikenheiser, e Natasha Mesinkovska, per aver utilizzato dei cadaveri per stabilire se c'è un numero uguale di peli in ognuna delle narici.
- Ingegneria meccanica - Te Faye Yap, Zhen Liu, Anoop Rajappan, Trevor Shimokusu, e Daniel Preston, per aver ri-animato dei ragni morti per utilizzarli come terza mano meccanica.
- Salute pubblica - Seung-min Park, per aver inventato la toilet di Stanford, un dispositivo che usa svariate tecnologie come un'astina per le urine, un sistema di visuale computerizzata per l'analisi delle feci, un sensore anale associato a una telecamera per l'identificazione e un sistema di telecomunicazioni che può analizzare le sostanze espulse dal corpo umano.
- Fisica - Bieito Fernández Castro, Marian Peña, Enrique Nogueira, Miguel Gilcoto, Esperanza Broullón, Antonio Comesaña, Damien Bouffard, Alberto C. Naveira Garabato, e Beatriz Mouriño-Carballido, per aver misurato l'impatto dell'attività sessuale delle alici sulla composizione delle acque oceaniche.
- Istruzione - Katy Tam, Cyanea Poon, Victoria Hui, Wijnand van Tilburg, Christy Wong, Vivian Kwong, Gigi Yuen, e Christian Chan, per l'attento studio della noia di insegnanti e studenti.
- Comunicazione - María José Torres-Prioris, Diana López-Barroso, Estela Càmara, Sol Fittipaldi, Lucas Sedeño, Agustín Ibáñez, Marcelo Berthier, e Adolfo García, per aver studiato l'attività mentale delle persone esperte nel parlare al contrario.
- Psicologia - Stanley Milgram, Leonard Bickman, e Lawrence Berkowitz per gli esperimenti fatti su strade urbane atti a misurare quanti passanti si sarebbero fermati a guardare in alto vedendo uno sconosciuto che guarda in alto.

### 2024
- Pace - B.F. Skinner, per esperimenti volti a verificare la fattibilità di ospitare piccioni vivi all'interno dei missili per guidarne le traiettorie di volo.
- Botanica - Jacob White e Felipe Yamashita, per aver trovato prove del fatto che alcune piante vere imitino le forme delle piante artificiali di plastica vicine.
- Anatomia - Marjolaine Willems, Quentin Hennocq, Sara Tunon de Lara, Nicolas Kogane, Vincent Fleury, Romy Rayssiguier, Juan José Cortés Santander, Roberto Requena, Julien Stirnemann e Roman Hossein Khonsari, per aver scoperto che le vertigini dei capelli hanno maggiori probabilità di configurarsi a spirale in senso antiorario nell'emisfero australe rispetto all'emisfero boreale.
- Medicina - Lieven A. Schenk, Tahmine Fadai e Christian Büchel, per aver dimostrato che i farmaci falsi che causano effetti collaterali dolorosi possono essere più efficaci dei farmaci falsi che non causano effetti collaterali dolorosi.
- Fisica - James C. Liao, per aver dimostrato e spiegato le capacità natatorie di una trota morta.
- Fisiologia - Ryo Okabe, Toyofumi F. Chen-Yoshikawa, Yosuke Yoneyama, Yuhei Yokoyama, Satona Tanaka, Akihiko Yoshizawa, Wendy L. Thompson, Gokul Kannan, Eiji Kobayashi, Hiroshi Date e Takanori Takebe, per aver scoperto che alcuni mammiferi sono in grado di respirare attraverso l'ano.
- Probabilità - František Bartoš, Eric-Jan Wagenmakers, Alexandra Sarafoglou, Henrik Godmann e altri colleghi, per aver dimostrato, sia in teoria che attraverso 350.757 esperimenti, che quando si lancia una moneta, questa tende a cadere dallo stesso lato in cui è caduta all'inizio.
- Chimica - Tess Heeremans, Antoine Deblais, Daniel Bonn e Sander Woutersen, per aver utilizzato la cromatografia per separare i vermi ubriachi da quelli sobri.
- Demografia - Saul Justin Newman, per aver scoperto che i supercentenari e i record di longevità estrema tendono a provenire da aree senza certificati di nascita, con errori amministrativi dilaganti, frodi pensionistiche e una breve durata della vita.
- Biologia - Fordyce Ely e William E. Petersen, premiati postumi per aver ripetutamente fatto esplodere dei sacchetti di carta accanto a un gatto che stava in piedi sul dorso di una mucca e per aver scoperto che ciò causava una minore produzione di latte da parte della mucca.